# Дорожнянский сельский совет
Дорожнянский сельский совет (укр. Дорожнянська сільська рада) — входит в состав
Гуляйпольского района
Запорожской области
Украины.
Административный центр сельского совета находится в 
с. Дорожнянка.

## Населённые пункты совета
- с. Дорожнянка